# En spännande dag för Josefine
En spännande dag för Josefine, skriven av Benny Borg, är en dansbandslåt som i inspelning av Schytts, vilka använde den som B-sida till singeln "Hasta la vista" 1974, låg på Svensktoppen i en vecka, på nionde plats den 20 oktober 1974 . Den har också spelats in av bland andra Curt Haagers, 1985 på albumet med samma namn , och Göran Lindbergs orkester, 1985 på albumet Den röda stugan .
En inspelning från 1973 av Inger Lise Rypdal, med text på norska av Arne Riis som "En spennende dag for Josefine" , toppade singellistan i Norge 1974.
Sången handlar om en flicka som blir retad i skolan för att hon kommer från ett annat land. 

## Listplaceringar
| Lista (1974) | Topplacering |
| ------------ | ------------ |
| Norge        | 1            |